# Güémez
Güémez är en kommun i Mexiko.   Den ligger i delstaten Tamaulipas, i den centrala delen av landet, 500 km norr om huvudstaden Mexico City.
Följande samhällen finns i Güémez:
- Graciano Sánchez
- Guadalupe Victoria
- San Cayetano
- Balconcitos
- El Roble
- Servando Canales
- Esfuerzo del Campesino
- San Juanito
- Santa Gertrudis
- La Diana
- Ampliación el Refugio
- Constitución del Diecisiete
- La Rosita
- Acatlán
- La Parrita
- Revolución Verde
- El Progreso
- Viento Libre
- Ricardo Flores Magón
- La Presita
- La Esperanza